# Sea Venture

Xác tàu Sea Venture được hiển thị trên Quốc huy Bermuda

Sea Venture là một con tàu buồm của Anh thế kỷ XVII, một phần trong sứ mệnh đến Tân Thế giới của nó là tiếp tế tới Thuộc địa Jamestown, và nó đã bị đắm ở Bermuda vào năm 1609, cũng chính vụ đắm tàu này đã giúp Bermuda lập ra khu định cư có người ở đầu tiên trong lịch sử.
Sea Venture là chiếc soái hạm được chế tạo nặng 300 tấn của Công ty London và là một con tàu hết sức khác thường vào thời đó, vì nó là con tàu buôn gỗ đơn lẻ đầu tiên được đóng ở Anh và cũng là con tàu di cư chuyên dụng đầu tiên. Xác tàu của Sea Venture được nhiều người cho là nguồn cảm hứng cho vở kịch Giông tố (The Tempest) năm 1611 của William Shakespeare và hình tượng của con tàu cũng đã xuất hiện trên quốc huy Bermuda ngày nay.